# Quadriglia campestre
Quadriglia campestre  (Hillbilly Hare) è un film del 1950 diretto da Robert McKimson. È un cortometraggio d'animazione della serie Merrie Melodies, uscito negli Stati Uniti il 12 agosto 1950.

## Trama
Bugs Bunny è in vacanza sull'altopiano d'Ozark e si imbatte nel territorio di due fratelli hillbilly, Curt e Zuccone Martin. I fratelli scambiano Bugs per un membro della famiglia Timido con cui hanno una faida e tentano più volte di sparargli, ma Bugs sventa i loro tentativi e li fa saltare in aria facendo loro usare un accendino in un deposito di esplosivi. In seguito Bugs, vestito come un'attraente ragazza hillbilly, li inganna facendogli ballare una quadriglia. La melodia del ballo inizia come una versione semplice di "Skip to My Lou" suonata e condotta dal gruppo jukebox "I tre maschioni". Poco dopo, Bugs si toglie l'abito, indossa un cappello da hillbilly, stacca la spina del jukebox e inizia senza soluzione di continuità a suonare e condurre la quadriglia, continuando a seguire il ritmo della canzone mentre manipola i Martin attraverso una serie di gag comiche slapstick. Bugs procede ad assegnare ai Martin direttive sempre più bizzarre e violente che i fratelli seguono senza fare domande (come tirarsi le barbe, tuffarsi nel fango, picchiarsi tra loro ed entrare in una pressa per fieno), fino a cadere giù da un dirupo.

## Produzione
La lavorazione del cortometraggio iniziò alla fine del 1948. La prima parte è una parodia della faida Hatfield-McCoy, che aveva già ispirato altri corti Warner precedenti. La sequenza della quadriglia deriva invece da una mania per tale danza che era scoppiata in quel periodo allo studio, dopo che l'animatore Phil Monroe aveva iniziato a organizzare delle quadriglie nel seminterrato durante la pausa pranzo; ad esse partecipavano anche i registi e i produttori. Nel dicembre 1949 una versione di prova del cortometraggio fu proiettata nello studio.

## Distribuzione

### Edizione italiana
La prima edizione italiana del film fu trasmessa direttamente in televisione negli anni ottanta. Il doppiaggio fu eseguito dalla Effe Elle Due e diretto da Franco Latini su dialoghi di Maria Pinto (che adattano piuttosto liberamente quelli originali, ad esempio rimuovendo i riferimenti alla faida). In questa edizione Zuccone è chiamato Barbarossa, e le canzoni furono lasciate in lingua originale. Nel 1999 il corto fu ridoppiato, sempre per la trasmissione televisiva, dalla Time Out Cin.ca sotto la direzione di Massimo Giuliani; i dialoghi di Antonello Ponzio, sebbene generalmente più corretti di quelli della prima edizione, vedono Zuccone citare Brad Pitt al posto di Theodore Roosevelt.

### Edizioni home video

#### VHS
America del Nord
- Bugs Bunny's Hare-Brained Hits (22 settembre 1993)
- Looney Tunes: The Collector's Edition - Vocal Genius (gennaio 2000)

#### Laserdisc
- Looney Tunes: Curtain Calls - Classic Music and Show Business Cartoons (3 febbraio 1993)

#### DVD e Blu-ray Disc
Il corto fu pubblicato in DVD-Video in America del Nord nel primo disco della raccolta Looney Tunes Golden Collection: Volume 3 (intitolato Bugs Bunny Classics) distribuita il 25 ottobre 2005, dove è visibile anche con un commento audio di Michael Barrier e con la sola colonna musicale. In Italia fu invece inserito nel DVD Bugs Bunny: Volume 3 della collana Looney Tunes Collection, uscito il 18 maggio 2006. In seguito è stato inserito anche nel secondo DVD della raccolta 50 cartoons da collezione - Looney Tunes della collana Il meglio di Warner Bros., uscita in America del Nord il 25 giugno 2013 e in Italia il 5 dicembre. Fu quindi incluso, nuovamente con le tracce audio alternative, nel primo disco della raccolta Looney Tunes Platinum Collection: Volume Three, uscita in America del Nord in Blu-ray Disc il 12 agosto 2014 e in DVD il 4 novembre. Infine fu inserito nel DVD Looney Tunes Musical Masterpieces, uscito in America del Nord il 26 maggio 2015.

## Accoglienza
Nel 2010 il film fu selezionato per l'inclusione nel libro di Jerry Beck The 100 Greatest Looney Tunes Cartoons; in tale occasione lo storico dell'animazione Michael Mallory scrisse che "il regista Robert McKimson, lo sceneggiatore Tedd Pierce e il compositore Carl Stalling si sono uniti per creare una tempesta comica perfetta" e che ciò che lo renderebbe uno dei migliori cartoni animati dei Looney Tunes "è la sua seconda metà: una quadriglia incessante e spassosamente folle guidata da Bugs (che incarna il musicista Western swing Bob Wills). [...] Questo crescendo di tre minuti di farsa è uno dei migliori pezzi di comicità a rilascio prolungato mai disegnati".